# 計測、認定及び標準化における発展途上国支援の調整合同委員会
計測、認定及び標準化における発展途上国支援の調整合同委員会（けいそく、にんていおよびひょうじゅんかにおけるはってんとじょうこくしえんのちょうせいごうどういいんかい、JCDCMAS: Joint Committee on Coordination of Assistance to Developing Countries in Metrology, Accreditation and Standardization）とは、発展途上の国と経済圏における計測、認定および標準化の実施を支援する先導の調整を行うための国際機関である。
第22回国際度量衡総会の決議によって創設された。
メートル条約加盟国の各国計量研究所との協調を得て、計測、認定及び標準化の一貫性のある技術的実施を支援する目的である。

## 創設メンバー
- 国際度量衡局 (BIPM)
- 国際認定フォーラム (IAF)
- 国際電気標準会議 (IEC)
- 国際試験所認定協力機構 (ILAC)
- 国際標準化機構 (ISO)
- 国際電気通信連合 (ITU)
- 国際法定計量機関 (OIML)
- 国際連合工業開発機関 (UNIDO)